# Multiperiod immunization
Multiperiod immunization è una strategia di gestione della tesoreria per cui viene creato un portfolio di investimenti in grado di coprire più passività in scadenza (data certa) indipendentemente dai movimenti dei tassi di interesse sul mercato.